# Hanriot HD.2
Hanriot HD.2 byl dvouplošný plovákový stíhací letoun vyráběný ve Francii v době první světové války. V poválečném období pokračoval ve službě při zkouškách provozu letounů z palub válečných lodí.

## Vznik a vývoj
Konstrukce vycházela z typu HD.1, ale jednalo se o letoun od počátku vyvíjený jako plovákový. Měl větší ocasní plochy a křídla s menším rozpětím, ale větší plochou. Se svým předchůdcem sdílel konvenční koncepci dvouplošníku s jednokomorovým systémem mezikřídelních vzpěr s mírně stupněnými křídly o nestejném rozpětí. Prototyp měl dva hlavní plováky doplněny třetím menším pod koncem trupu, ale ten byl u sériových strojů opuštěn.

## Operační historie

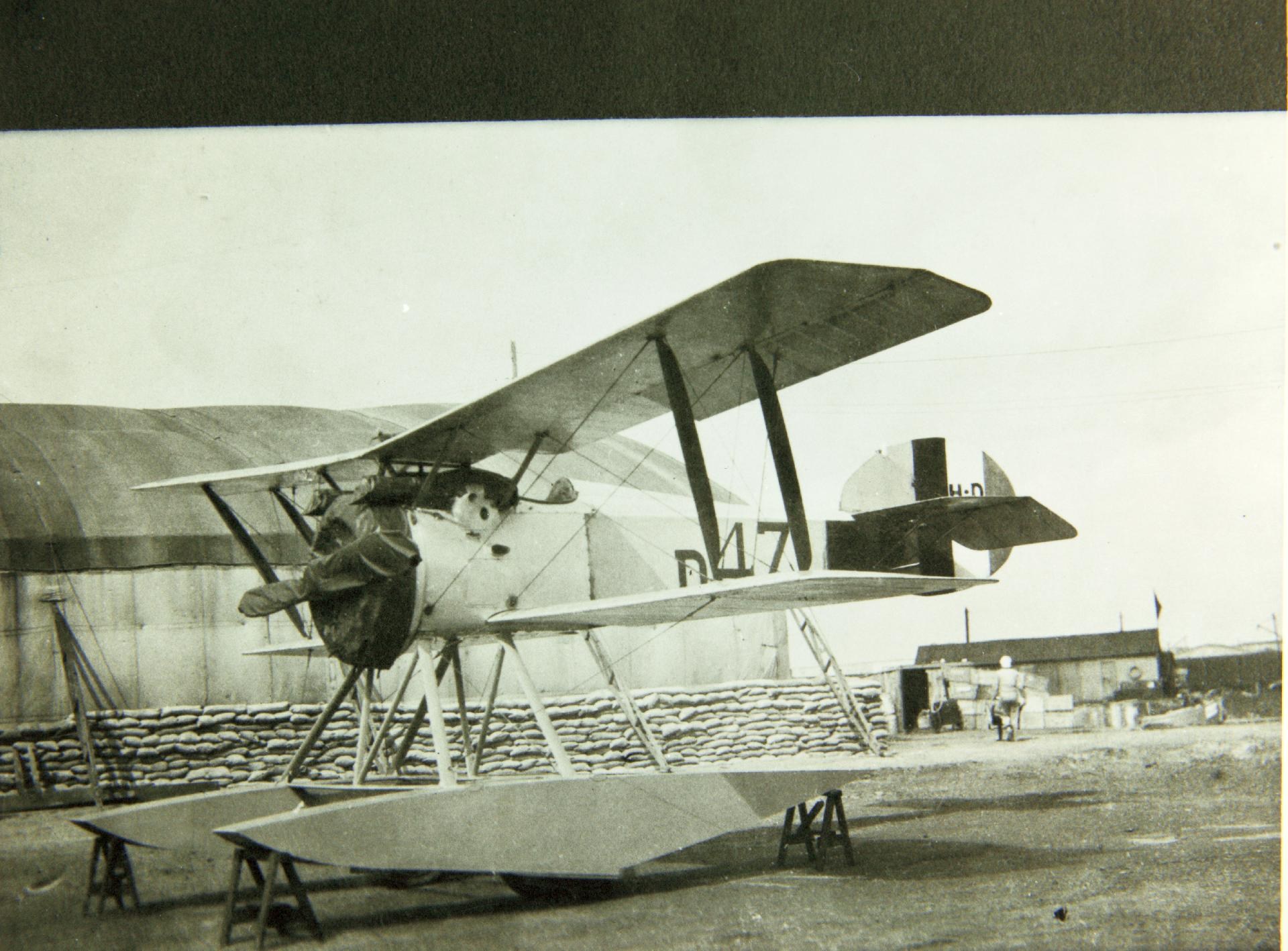
Francouzský námořní Hanriot HD.2 na pevnině.

HD.2 byl původně vyvinut jako záchytný stíhač pro obranu základen létajících člunů francouzské Aéronautique maritime, ale brzy po zavedení do služby začal být nasazován jako doprovodný při jejich průzkumných operacích.
Dvacet šest kusů:s.274–275 zakoupilo také Námořnictvo Spojených států amerických, které s nimi operovalo z Dunkerku. Po skončení bojů si ponechalo jen deset kusů (výrobní čísla A 520-A 5629) s kolovým podvozkem a do srpna 1919 je užívalo k pokusům v rámci Second Ship Plane Unit (~ Druhé jednotky lodních letounů) a později z pozemních letišť k výcviku.
Francouzské i americké námořnictvo část exemplářů na sklonku války přestavěly do provedení s kolovým podvozkem a použily je k pokusům s provozem stíhacích letounů z palub válečných lodí. Šlo zejména o starty z plošin postavených na dělových věžích bitevních lodí, ve Francii Paris a v USA USS Mississippi.
Francouzské námořnictvo po válce některé ze svých HD.2 použilo je ke zkouškám na palubě letadlové lodi Béarn. Další sloužily až do roku 1925 u pozemní stíhací escadrille AC.1, a zbývající francouzské exempláře byly až do roku 1928 užívány k výcviku.:s.274
Poslední experiment s pokusem o start letounu z rodiny HD.2 z paluby lodi proběhl ve Francii v roce 1924 s dvěma nově postavenými exempláři, označenými HD.29, které byly použity ke zkouškám nezvyklého vzletového systému na palubě bitevní lodi Lorraine. Letouny měly na koncích křídel a špičce svislé ocasní plochy připevněna kolečka s vodící drážkou, pomocí kterých byly zavěšeny na kolejnice na vodorovném rameni připevněnému k lodnímu stěžni.
Pokus o vzlet neskončil podle předpokladů, a došlo k pádu letounu na vodní hladinu. Další zkoušky byly zastaveny.

## Varianty

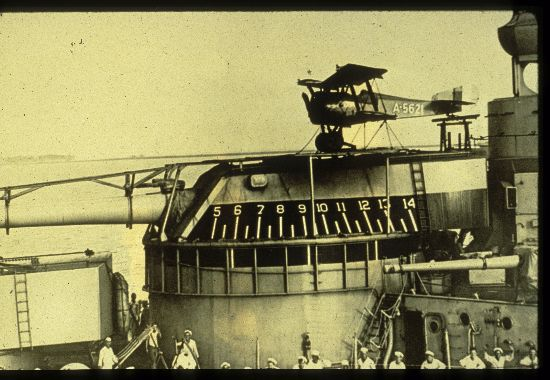
Americký
HD.2C s kolovým podvozkem během zkoušek na dělové věži USS Mississippi.

HD.2
plovákový stíhač s motorem Clerget 9B
HD.2C
Označení HD.2 s kolovým podvozkem.
HD.12
Jeden prototyp palubní stíhačky s motorem Le Rhône 9R postavený r. 1921.:s.284
HD.27
Jeden poválečný prototyp s motorem Hispano-Suiza 8Ac o výkonu 180 hp (130 kW).
HD.29
Dva poválečné exempláře s motorem Hispano-Suiza 8Ab vybavené ke zkouškám startu z bitevních lodí.

## Uživatelé
- Francie
  - Aéronautique maritime
- Spojené státy americké
  - Námořnictvo Spojených států amerických

## Specifikace

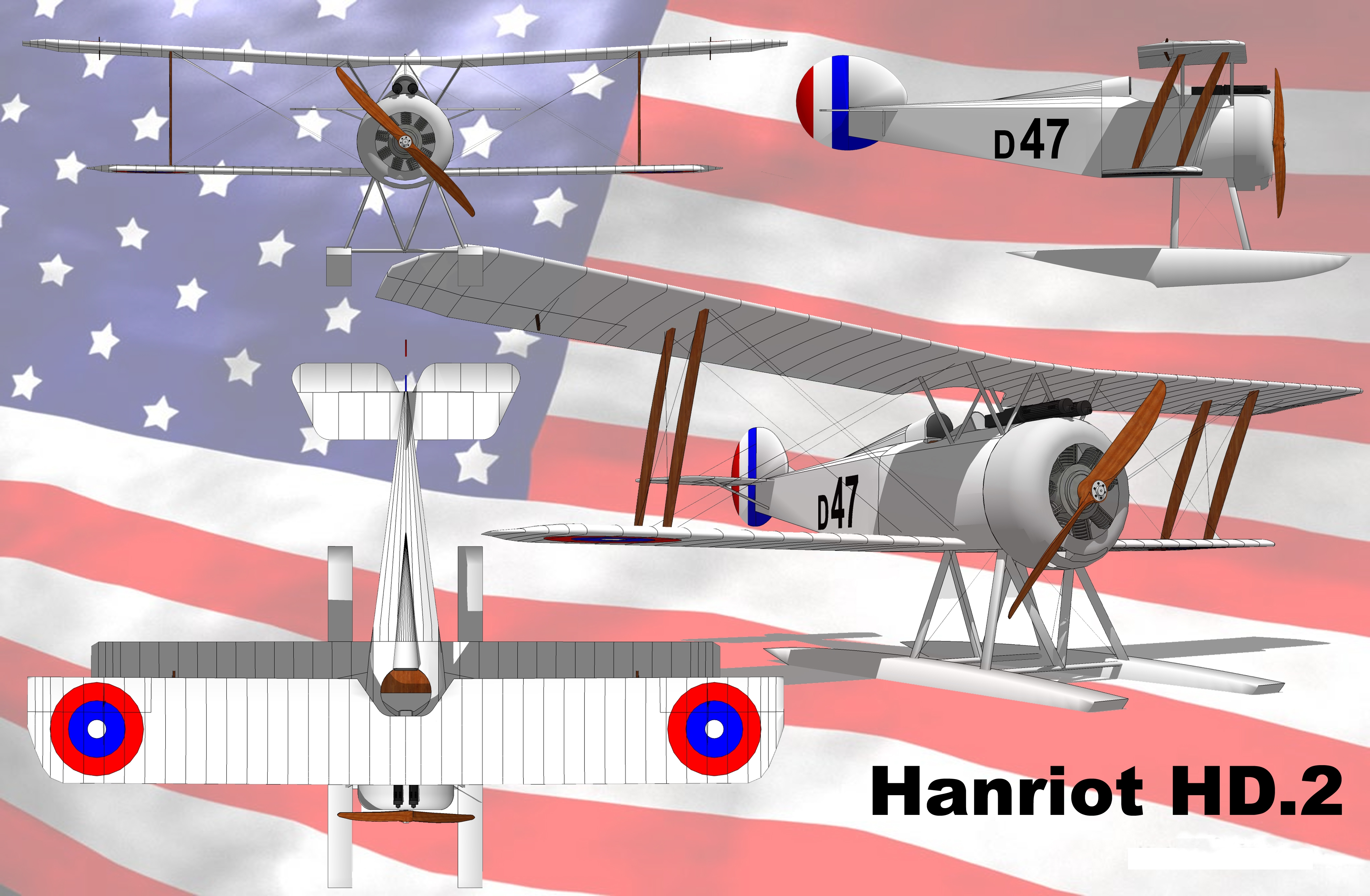
Hanriot HD.2

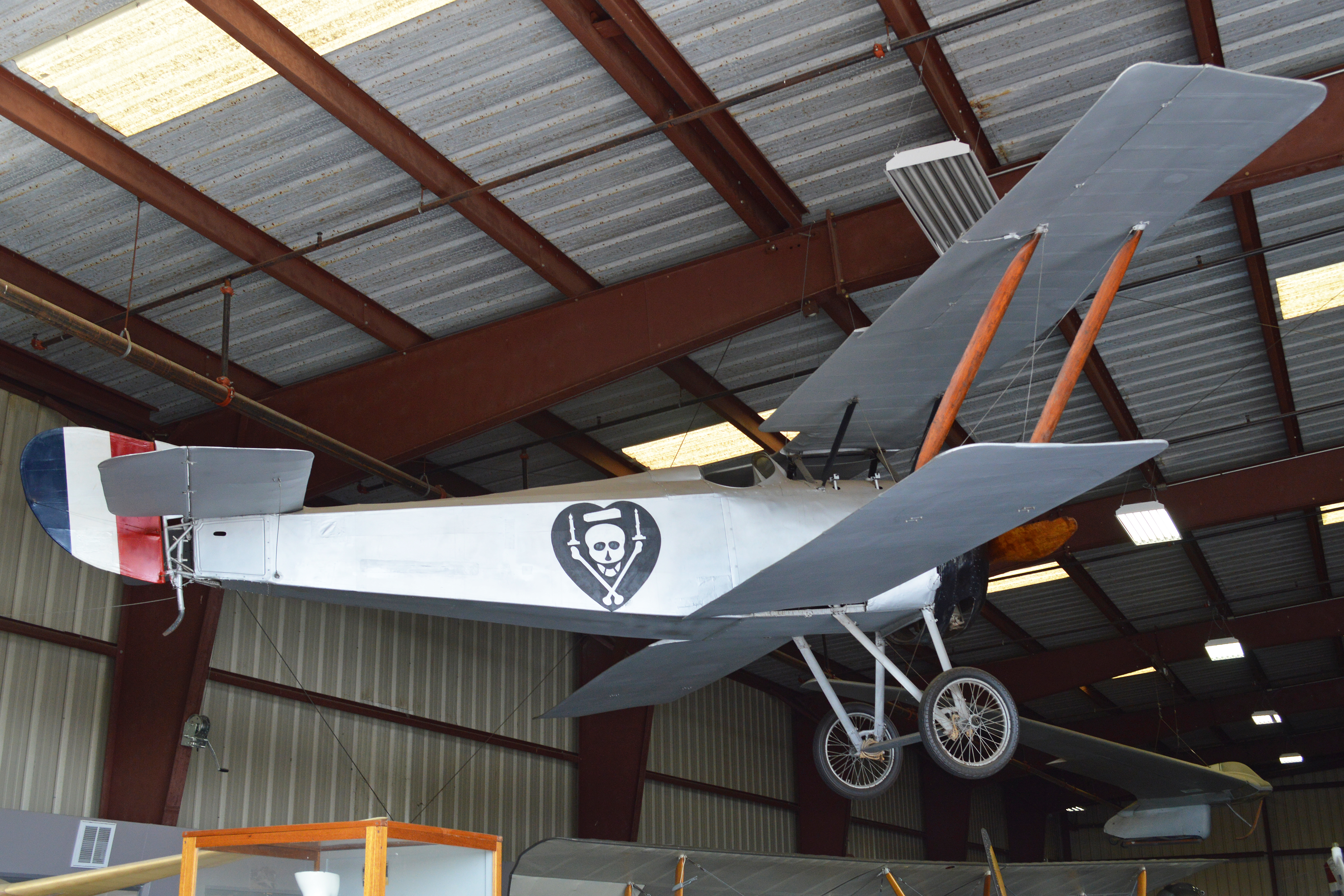
Hanriot HD.2C

Údaje platí pro plovákovou variantu HD.2 s motorem Clerget 9B:s.275

### Technické údaje
- Osádka: 1 (pilot)
- Délka: 7,00 m
- Rozpětí: 8,70 m
- Výška: 3,10 m
- Nosná plocha: 18,20 m²
- Prázdná hmotnost: 495 kg
- Vzletová hmotnost: 723 kg
- Pohonná jednotka: 1 × rotační motor Clerget 9B
- Výkon pohonné jednotky: 130 hp (100 kW)

### Výkony
- Maximální rychlost: 182 km/h
- Dostup: 4 800 m
- Výstup do výše 2 000 m: 6 minut a 30 sekund
- Dolet: 300 km

### Výzbroj
- 2 × synchronizovaný kulomet Vickers ráže 7,7 mm